# Blavòsi
Blavozy és un municipi francès situat al departament de l'Alt Loira i a la regió d'Alvèrnia-Roine-Alps. L'any 2007 tenia 1.549 habitants.

## Demografia

### Població
El 2007 la població de fet de Blavozy era de 1.549 persones. Hi havia 573 famílies de les quals 94 eren unipersonals (41 homes vivint sols i 53 dones vivint soles), 211 parelles sense fills, 244 parelles amb fills i 24 famílies monoparentals amb fills.
La població ha evolucionat segons el següent gràfic:
Habitants censats

### Habitatges
El 2007 hi havia 667 habitatges, 590 eren l'habitatge principal de la família, 32 eren segones residències i 45 estaven desocupats. 617 eren cases i 47 eren apartaments. Dels 590 habitatges principals, 470 estaven ocupats pels seus propietaris, 113 estaven llogats i ocupats pels llogaters i 7 estaven cedits a títol gratuït; 2 tenien una cambra, 14 en tenien dues, 44 en tenien tres, 192 en tenien quatre i 337 en tenien cinc o més. 501 habitatges disposaven pel capbaix d'una plaça de pàrquing. A 202 habitatges hi havia un automòbil i a 356 n'hi havia dos o més.

### Piràmide de població
La piràmide de població per edats i sexe el 2009 era:
| Homes | Edats   | Dones |
| ----- | ------- | ----- |
| 0     | 95 o +  | 4     |
| 4     | 90 a 94 | 4     |
| 4     | 85 a 89 | 4     |
| 4     | 80 a 84 | 4     |
| 28    | 75 a 79 | 4     |
| 32    | 70 a 74 | 28    |
| 24    | 65 a 69 | 28    |
| 48    | 60 a 64 | 32    |
| 24    | 55 a 59 | 32    |
| 72    | 50 a 54 | 76    |
| 68    | 45 a 49 | 52    |
| 44    | 40 a 44 | 60    |
| 44    | 35 a 39 | 32    |
| 76    | 30 a 34 | 56    |
| 16    | 25 a 29 | 36    |
| 44    | 20 a 24 | 32    |
| 32    | 15 a 19 | 36    |
| 40    | 10 a 14 | 20    |
| 56    | 5 a 9   | 48    |
| 52    | 0 a 4   | 36    |

## Economia
El 2007 la població en edat de treballar era de 989 persones, 749 eren actives i 240 eren inactives. De les 749 persones actives 691 estaven ocupades (369 homes i 322 dones) i 58 estaven aturades (24 homes i 34 dones). De les 240 persones inactives 103 estaven jubilades, 83 estaven estudiant i 54 estaven classificades com a «altres inactius».

### Ingressos
El 2009 a Blavozy hi havia 613 unitats fiscals que integraven 1.593 persones, la mediana anual d'ingressos fiscals per persona era de 18.785 €.

### Activitats econòmiques
Dels 62 establiments que hi havia el 2007, 2 eren d'empreses extractives, 3 d'empreses alimentàries, 1 d'una empresa de fabricació de material elèctric, 5 d'empreses de fabricació d'altres productes industrials, 11 d'empreses de construcció, 7 d'empreses de comerç i reparació d'automòbils, 7 d'empreses de transport, 6 d'empreses d'hostatgeria i restauració, 1 d'una empresa d'informació i comunicació, 1 d'una empresa financera, 1 d'una empresa immobiliària, 5 d'empreses de serveis, 9 d'entitats de l'administració pública i 3 d'empreses classificades com a «altres activitats de serveis».
Dels 13 establiments de servei als particulars que hi havia el 2009, 1 era una oficina de correu, 1 taller de reparació d'automòbils i de material agrícola, 1 paleta, 3 guixaires pintors, 1 fusteria, 1 lampisteria, 2 electricistes, 1 perruqueria i 2 restaurants.
Dels 5 establiments comercials que hi havia el 2009, 1 era una botiga de menys de 120 m², 1 una fleca, 1 una carnisseria, 1 una llibreria i 1 una floristeria.
L'any 2000 a Blavozy hi havia 15 explotacions agrícoles.

## Equipaments sanitaris i escolars
L'únic equipament sanitari que hi havia el 2009 era una farmàcia.
El 2009 hi havia una escola elemental.

## Poblacions més properes
El següent diagrama mostra les poblacions més properes.